# Brit Awards 2007
27. gala Brit Awards odbyła się 14 lutego 2007 roku w Earl’s Court w Londynie. Uroczystość prowadził Russell Brand.
Podczas gali wystąpili Scissor Sisters, Snow Patrol, Amy Winehouse, The Killers, Take That, Red Hot Chili Peppers, Corinne Bailey Rae oraz nagrodzony za całokształt twórczości zespół Oasis.

## Nominacje

### Najlepszy brytyjski artysta
- James Morrison
- Jarvis Cocker
- Lemar
- Paolo Nutini
- Thom Yorke

### Najlepsza brytyjska artystka
- Amy Winehouse
- Corinne Bailey Rae
- Jamelia
- Lily Allen
- Nerina Pallot

### Najlepsza brytyjska grupa
- Arctic Monkeys
- Kasabian
- Muse
- Razorlight
- Snow Patrol

### Najlepszy brytyjski debiutant
- The Fratellis
- Corinne Bailey Rae
- James Morrison
- The Kooks
- Lily Allen

### Najlepszy brytyjski wykonawca koncertowy
- Muse
- George Michael
- Guillemots
- Kasabian
- Robbie Williams

### Najlepszy brytyjski album
- Arctic Monkeys – Whatever People Say I Am, That’s What I’m Not
- Amy Winehouse – Back to Black
- Lily Allen – Alright, Still
- Muse – Black Holes and Revelations
- Snow Patrol – Eyes Open

### Najlepszy brytyjski singel
- Take That – „Patience”
- The Feeling – „Fill My Little World”
- Razorlight – „America”
- Snow Patrol – „Chasing Cars”
- Will Young – „All Time Love”

### Najlepszy międzynarodowy artysta
- Justin Timberlake
- Beck
- Bob Dylan
- Damien Rice
- Jack Johnson

### Najlepsza międzynarodowa artystka
- Nelly Furtado
- Beyoncé
- Cat Power
- Christina Aguilera
- Pink

### Najlepsza międzynarodowa grupa
- The Killers
- The Flaming Lips
- Gnarls Barkley
- Red Hot Chili Peppers
- Scissor Sisters

### Najlepszy międzynarodowy album
- The Killers – Sam’s Town
- Bob Dylan – Modern Times
- Gnarls Barkley – St Elsewhere
- Justin Timberlake – FutureSex/LoveSounds
- Scissor Sisters – Ta-Dah

### Nagroda za całokształt twórczości
- Oasis